# Березень (организация)
Центр социальной реабилитации инвалидов «Березень» — тульская региональная общественная организация, целью которой является обучение и трудоустройство инвалидов в сфере бытового обслуживания на базе центра.

## История
Центр был создан на средства инвалидов ещё в 1992 году, в 1997 году он получил регистрацию под своим нынешним названием. Основателем центра была Елена Костяновская, инвалид с детства, попавшая в начале 1990-х годов под сокращение и решившая организовать с мужем пошив обуви. В начале 2000-х годов их едва выживавшее предприятие столкнулось с угрозой выселения, в 2005 году были проиграны 3 суда и кассационная жалоба, но в итоге помещение было сохранено за центром.
До 2009 года центр занимал лишь одно помещение в районе Мясново. Активно развиваться организация начала в конце 2000-х годов, когда она три раза подряд (2007—2009 год) побеждала в открытом конкурсе, проводимом «Национальным благотворительным фондом», созданном по инициативе Владимира Путина в 1999 году. От этого фонда центр получил в разное время несколько грантов для развития собственных проектов: 650 тысяч рублей в 2007 году (создание центра профподготовки инвалидов), 640 тысяч рублей в 2008 году (создание медпункта и комнаты отдыха для работающих людей с ограниченными возможностями), 500 тысяч рублей в 2009 году (приобщение людей с ограниченными возможностями к истории родного края) и 743,5 тысячи в 2011 году (программа по оказанию комплексной помощи детям-инвалидам из неполных семей).
В августе 2014 года было объявлено, что оператор связи МТС запускает совместно с центром образовательную программу, целью которой является устранение цифрового неравенства среди населения и обучение людей с ограниченными возможностями новым навыкам и знаниям, позволяющим в дальнейшем получить профессию и работу.

## Деятельность центра
В настоящее время в состав центра входят 3 комплекса бытового обслуживания, расположенные в разных частях города Тулы. Первый из них был открыт в 2009 году в Пролетарском округе, самом густонаселённом районе Тулы. Открытие стало возможно благодаря гранту фонда «Наше будущее». Каждый из этих комплексов состоит из парикмахерской, мастерской по ремонту обуви, мастерской по ремонту одежды, фотостудии, пункта по приему одежды в химчистку. Подавляющее большинство рабочего персонала составляют люди с ограниченными возможностями, при этом преобладают возрастные категории до 25 и после 40 лет, наименее востребованные на рынке труда. На бытовые услуги в этих подразделениях предоставляются скидки для социально-незащищённых слоёв населения.